# Списак министара финансија Југославије
На овој страни се налази списак свих министара финансија Југославије од њеног оснивања 1. децембра 1918. под именом Краљевство Срба, Хрвата и Словенаца па све до њеног потпуног престанка постојања у тој величини 1992. и касније до 2006. када је Државна заједница Србија и Црна Гора формално раздвојена на Републику Србију и Републику Црну Гору.
Сам назив титуле такође је варирао, нпр. у СФРЈ био је то „савезни секретар за финансије“.

## Министри финансија за времеКраљевине Срба, Хрвата и Словенаца
| Слика | Мандат        | Име и презиме               | Датум рођења и смрти | Белешка | Странка                           |
| ----- | ------------- | --------------------------- | -------------------- | ------- | --------------------------------- |
|       | 1918.         | Стојан Протић               |                      |         | Народна радикална странка         |
|       | 1918. – 1919. | Момчило А. Нинчић           |                      |         |                                   |
|       | 1919. – 1920. | Војислав С. Вељковић        |                      |         |                                   |
|       | 1920.         | Велизар С. Јанковић         |                      |         |                                   |
|       | 1920. – 1921. | Коста Стојановић            |                      |         | Демократска странка (Југославија) |
|       | 1921.         | Милорад Драшковић           |                      |         |                                   |
|       | 1921. – 1922. | Коста Кумануди              |                      |         |                                   |
|       | 1922. – 1924. | Милан Стојадиновић          |                      |         |                                   |
|       | 1924.         | Мехмед Спахо                |                      |         |                                   |
|       | 1924. – 1926. | Милан Стојадиновић (2. пут) |                      |         |                                   |
|       | 1926.         | Никола Узуновић             |                      |         |                                   |
|       | 1926.         | Нинко Перић                 |                      |         |                                   |
|       | 1926. – 1928. | Богдан Ст. Марковић         |                      |         |                                   |
|       | 1928. – 1929. | Нико Суботић                |                      |         |                                   |

## Министри финансија за времеКраљевине Југославије
| Слика | Мандат        | Име и презиме               | Датум рођења и смрти | Белешка               | Странка |
| ----- | ------------- | --------------------------- | -------------------- | --------------------- | ------- |
|       | 1929. – 1931. | Станко Шврљуга              |                      |                       |         |
|       | 1931.         | Ђорђе Ђурић                 |                      |                       |         |
|       | 1931. – 1934. | Милорад Ђорђевић            |                      |                       |         |
|       | 1934. – 1935. | Милан Стојадиновић (3. пут) |                      |                       |         |
|       | 1935. – 1939. | Душан Летица                |                      |                       |         |
|       | 1939.         | Војин Ђуричић               |                      |                       |         |
|       | 1939. – 1941. | Јурај Шутеј                 |                      | у изгнанству од 1941. |         |

### Министри финансија Краљевине Југославијеза време изнанства
| Слика | Мандат        | Име и презиме        | Датум рођења и смрти | Белешка               | Странка |
| ----- | ------------- | -------------------- | -------------------- | --------------------- | ------- |
|       | 1941. – 1943. | Јурај Шутеј          |                      | у изгнанству од 1941. |         |
|       | 1943. – 1944. | Милан Мартиновић     |                      | у изгнанству          |         |
|       | 1944.         | Ненад Григозоно      |                      | у изгнанству          |         |
|       | 1944.         | Иван Шубашић         |                      | у изгнанству          |         |
|       | 1944. – 1945. | Јурај Шутеј (2. пут) |                      | у изгнанству          |         |

## Повереник за финансијеНационалног комитета ослобођења Југославије
| Слика | Мандат                                         | Име и презиме   | Датум рођења и смрти | Белешка                | Странка                          |
| ----- | ---------------------------------------------- | --------------- | -------------------- | ---------------------- | -------------------------------- |
|       | од 29. новембра 1943. до 7. марта 1945. године | др Душан Сернец |                      | Повереник за финансије | Комунистичка партија Југославије |

## Министар финансија за времеПривремене владе ДФЈ
| Слика | Мандат                           | Име и презиме              | Датум рођења и смрти | Белешка            | Странка                          |
| ----- | -------------------------------- | -------------------------- | -------------------- | ------------------ | -------------------------------- |
|       | 7. март 1945 – 11. новембар 1945 | Сретен Жујовић-Црни (НКОЈ) |                      | Министар финансија | Комунистичка партија Југославије |

## Министар финансија за времеФНРЈиСФРЈ1945–1992
| Слика | Мандат                                  | Име и презиме       | Датум рођења и смрти | Белешка                       | Странка                          |
| ----- | --------------------------------------- | ------------------- | -------------------- | ----------------------------- | -------------------------------- |
|       | 1945. – 1948.                           | Сретен-Црни Жујовић |                      |                               | Комунистичка партија Југославије |
|       | од 1956. до 1958.                       | Авдо Хумо           |                      | Савезни секретар за финансије |                                  |
|       | од 1958. до 1962.                       | Никола Минчев       |                      | Савезни секретар за финансије |                                  |
|       | од 1962. до 1967.                       | Киро Глигоров       |                      | Савезни секретар за финансије |                                  |
|       | од 1967. до 1974.                       | Јанко Смоле         |                      | Савезни секретар за финансије |                                  |
|       | од 17. маја 1974. до 16. маја 1978.     | Момчило Цемовић     |                      | Савезни секретар за финансије |                                  |
|       | од 16. маја 1978. до 16. маја 1982.     | Петар Костић        |                      | Савезни секретар за финансије |                                  |
|       | од 16. маја 1982. до 13. децембра 1983. | Јоже Флоријанчић    |                      | Савезни секретар за финансије |                                  |
|       | од 13. децембра 1983. до 16. маја 1986. | Владо Клеменчић     |                      | Савезни секретар за финансије |                                  |
|       | од 16. маја 1986. до 16. марта 1989.    | Светозар Рикановић  |                      | Савезни секретар за финансије |                                  |
|       | од 16. марта 1989. до 1991.             | Бранко Зекан        |                      | Савезни секретар за финансије |                                  |

## Министар финансија за времеСРЈиСЦГ1992—2006
| Слика | Мандат                           | Име и презиме        | Датум рођења и смрти | Белешка | Странка |
| ----- | -------------------------------- | -------------------- | -------------------- | ------- | ------- |
|       |                                  | Оскар Ковач          |                      |         |         |
|       |                                  | Драган Јовановић     |                      |         |         |
|       |                                  | Јован Зебић в.д.     |                      |         |         |
|       |                                  | Вук Огњановић        |                      |         |         |
|       | Од септембра 1994. до јуна 1996. | Јован Зебић          |                      |         |         |
|       |                                  | Томица Раичевић      |                      |         |         |
|       |                                  | Верољуб Газивода     |                      |         |         |
|       | од 1998 до .                     | Драгиша Пешић        |                      |         |         |
|       |                                  | Јован Ранковић       |                      |         |         |
|       |                                  | Верољуб Дугаљић в.д. |                      |         |         |